# Ligne de tramway 436
La ligne 436 est une ancienne ligne de tramway vicinal de la Société nationale des chemins de fer vicinaux (SNCV) qui reliait Châtelet à Fosses-la-Ville entre 1915 et 1936.

## Histoire
La ligne est mise en service en traction vapeur le 15 juillet 1915 entre Châtelet Saint-Roch et la gare de Fosses-la-Ville (nouvelle section, capital 170, les voies du terminus de Châtelet Saint-Roch sont communes avec la ligne électrique Charleroi - Châtelet), l'exploitation est assurée par les Tramways électriques du pays de Charleroi et extensions (TEPCE). Elle est cependant fermée et démontée la même année par l'occupant allemand,.
La ligne est reconstruite et remise en service avec les mêmes terminus le septembre 1920.
En 1923, la SNCV reprend directement l'exploitation de la ligne.
En 1936, la ligne est supprimée, la section Presles - Fosses-la-Ville est fermée à tout-trafic le 14 octobre 1943 et la section Châtelet Rue Saint-Roch - Presles en 1950, une courte section sur la rue Saint-Roch à Châtelet restant en service comme triangle de retournement pour les tramways de la ligne 56),.

## Infrastructure

### Dépôts et stations
Nom : (gare) : quand le dépôt ou la station est accolé ou proche d'une gare.
Type : D : dépôt , S : station , Sf : si la station sert de gare douanière à la frontière , Sp : si la station est établie dans un bâtiment privé le plus souvent un café ou plus rarement une habitation privée.
| Illustration | Nom           | Type | Commune         | Localisation                | État          | Remarques |
| ------------ | ------------- | ---- | --------------- | --------------------------- | ------------- | --------- |
|              | Fosses (gare) | D    | Fosses-la-Ville | 50° 23′ 26″ N, 4° 41′ 09″ E | Hors service. |           |

## Exploitation

### Horaires
Tableaux : 436 (1931).